# Gustav Wang
Pour les articles homonymes, voir Wang.
Gustav Wang (né le 13 mars 2003 à Rødovre) est un coureur cycliste danois. Il est notamment devenu champion du monde du contre-la-montre juniors en 2021,.

## Palmarès

### Palmarès sur route
- 2019
  -  Champion du Danemark du contre-la-montre juniors
  -  Champion du Danemark du contre-la-montre cadets
- 2020
  -  Champion du Danemark du contre-la-montre juniors
  - 1re (contre-la-montre) et 2e étapes du Randers Bike Week Juniors
  - 2e du championnat du Danemark sur route juniors
  - 3e de la Visegrad 4 Juniors
- 2021
  -  Champion du monde du contre-la-montre juniors
  -  Champion du Danemark du contre-la-montre par équipes juniors
  - 1re étape d'Aubel-Thimister-La Gleize
  - 2e du championnat du Danemark du contre-la-montre juniors
- 2023
  - 3e étape du Tour de l'Avenir (contre-la-montre par équipes)
  - Tour d'Istanbul : 
    - Classement général
    - 1re étape

  - 2e du Gran Premio della Liberazione
  - 2e d'Eschborn-Francfort espoirs
  - 2e du championnat du Danemark du contre-la-montre espoirs
  -  Médaillé de bronze du championnat d'Europe du contre-la-montre espoirs
- 2024
  -  Champion du Danemark du contre-la-montre espoirs
  - 3e du Grand Prix international de Rhodes

### Palmarès en cyclo-cross
- 2017-2018
  - 2e du championnat du Danemark de cyclo-cross cadets
- 2018-2019
  -  Champion du Danemark de cyclo-cross cadets
- 2020-2021
  - 5e de la Coupe du monde de cyclo-cross juniors
- 2022-2023
  - 2e du championnat du Danemark de cyclo-cross

### Palmarès sur piste
- 2019
  -  Champion du Danemark de poursuite juniors
  - 3e du championnat du Danemark de course aux points juniors